# Благородный разбойник
О разбойниках дворянского происхождения см. раубриттер

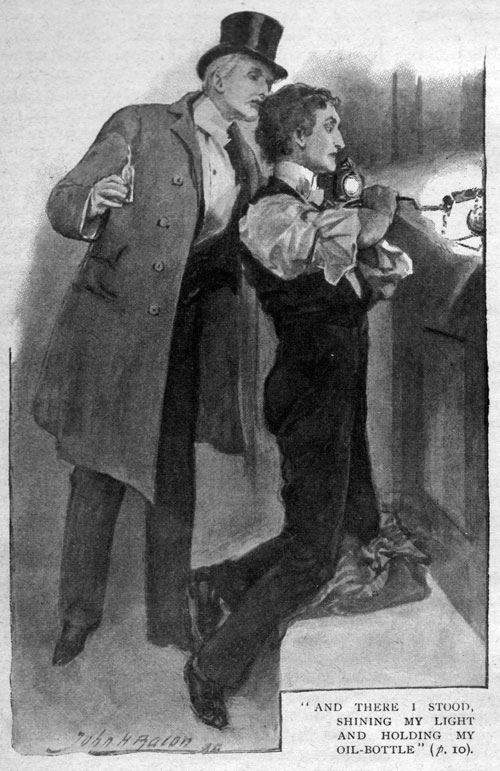
Раффлс (персонаж) — вор-джентльмен из произведений Вилли Хорнунга

Благородный разбойник — архетипичный герой, который вынужден был стать или своевольно стал преступником, однако сохранил представления о чести и достоинстве. Прообразом многих литературных и кинематографических представителей данного типа является Робин Гуд.
По-видимому, образ «благородного разбойника» родился в народе как реакция на несправедливость и жестокость со стороны власти. Из народных сказаний и легенд образ перешёл в художественную литературу и стал востребован в эпоху романтизма (см. разбойничий роман).
Частный случай — вор-джентльмен (англ. gentleman thief) наподобие Арсена Люпена или Юрия Деточкина, который виртуозно совершает кражи, сохраняя при этом наружное благородство и собственный кодекс чести. Так, Люпен похищает ценности только у богачей, не умеющих ценить свои сокровища, и иногда направляет похищенное на благие цели.

## Примеры

### Исторические фигуры
- Сун Цзян
- Хуан Чао
- Вираппан
- Картуш, Луи-Доминик
- Ганс Кольхазе[англ.], прототип Михаэля Кольхааса
- Олекса Довбуш
- Юрай Яношик
- Пынтя Храбрый
- Исикава Гоэмон
- Нед Келли
- Айдамак, Алим Азамат-оглу
- Хекимоглу

### Вымышленные герои
Первым «благородным разбойником» в литературе принято считать Тиамида — персонажа повести Гелиодора «Эфиопика», действие которой происходит в конце VI в. до н. э.
- Робин Гуд — легендарный английский разбойник, герой средневековых баллад и множества более поздних интерпретаций.
- Михаэль Кольхаас — герой повести Генриха фон Клейста (1808)
- Владимир Дубровский — главный герой романа А.С. Пушкина.
- Рокамболь (до того, как он перевоспитался) — один из самых популярных героев дешёвых приключенческих романов середины XIX века.
- Арсен Люпен — герой новелл Мориса Леблана о неуловимом джентльмене-грабителе[1].
- Питер Блад — пират, герой произведений Рафаэля Сабатини.
- Жоффрей де Пейрак — один из главных героев романов Анн и Сержа Голон об Анжелике, муж Анжелики.
- Зорро — вымышленный герой Новой Испании, защищающий её жителей от произвола властей.
- Хесус Мальверде — объект синкретического культа, герой фольклора в мексиканском штате Синалоа (возможно, имел реального прототипа).

#### В фильмах
- «Призрак» — вор из американской комедии 1963 года «Розовая пантера».
- Юрий Деточкин — главный герой советского фильма «Берегись автомобиля» (1966): вор, угонявший машины у жуликов и переводивший вырученные деньги в детдома.
- Данила Багров — главный герой фильмов «Брат» (1997) и «Брат 2» Алексея Балабанова.
- Иван Афонин — главный герой фильма «Ворошиловский стрелок» (1999).

#### В аниме и видеоиграх
- Арсен Люпен III — персонаж манги, внук Арсена Люпена (по словам его создателя Кадзухико Като)[2][3]. Про него Хаяо Миядзаки снял в 1979 году мультфильм «Замок Калиостро».
- Джим Рейнор — персонаж видеоигр серии StarCraft.
- Капитан Харлок — космический пират, герой манги и аниме Space Pirate Captain Harlock.
- Нико Беллик — главный герой видеоигры GTA IV.
- Артур Морган — главный герой компьютерной игры Red Dead Redemption 2.